# Shirley Stobs
Shirley Anne Stobs, po mężu Davis (ur. 20 maja 1942 w Miami) – amerykańska pływaczka. Złota medalistka olimpijska z Rzymu.
Zawody w 1960 były jej jedynymi igrzyskami olimpijskimi. Złoty medal zdobyła w sztafecie 4 × 100 metrów stylem dowolnym. Amerykańską sztafetę tworzyły również Joan Spillane, Carolyn Wood i Chris von Saltza. W 1959 zdobyła złoto igrzysk panamerykańskich w sztafecie 4 × 100 metrów stylem dowolnym oraz była druga na dystansie 200 metrów kraulem.